# Kanton Geaune
Kanton Geaune (francouzsky Canton de Geaune) je francouzský kanton v departementu Landes v regionu Akvitánie. Tvoří ho 17 obcí.

## Obce kantonu
- Arboucave
- Bats
- Castelnau-Tursan
- Clèdes
- Geaune
- Lacajunte
- Lauret
- Mauries
- Miramont-Sensacq
- Payros-Cazautets
- Pécorade
- Philondenx
- Pimbo
- Puyol-Cazalet
- Samadet
- Sorbets
- Urgons